# Campeonato FIBA Américas de 2013
El Campeonato FIBA Américas de 2013 (también conocido como el Premundial Caracas 2013) fue la 16.ª edición del campeonato de baloncesto del continente americano y se llevó a cabo en el Poliedro de Caracas, Venezuela, del 30 de agosto al 11 de septiembre de 2013. Para este torneo clasificaron los cinco mejores países del Sudamericano de Baloncesto disputado en Argentina, y los cuatro mejores países del Centrobasket disputado en Puerto Rico, además de Canadá. Debido a una sanción federativa a la selección de Panamá, se decidió que la selección de México ocupara su puesto. Este torneo otorgó cuatro cupos al Campeonato Mundial de Baloncesto de 2014. Estados Unidos clasificó automáticamente al ser campeón olímpico de la disciplina.

## Clasificación
Nueve equipos clasificaron a través de los torneos preliminares realizados en sus respectivas zonas durante 2012. Canadá clasificó automáticamente como miembro de la zona norteamericana.
| Zona Norteamericana | Centrobasket                                     | Sudamericano de Baloncesto                  |
| ------------------- | ------------------------------------------------ | ------------------------------------------- |
| Canadá              | República Dominicana Puerto Rico Jamaica México* | Argentina Venezuela Uruguay Brasil Paraguay |

- México entró en lugar de Panamá debido a una sanción federativa.

## Formato de competición
Para la fase preliminar, las diez selecciones se dividen en dos grupos de cinco (A y B) determinados por sorteo. Los equipos juegan dentro del grupo en un sistema de todos contra todos. Una vez concluidas las cinco jornadas de partidos, los cuatro primeros equipos de cada grupo avanzan a la siguiente fase, mientras que los últimos quedan eliminados.  
En la segunda fase, los equipos que han avanzado se juntan en un solo grupo y se enfrentan a los cuatro equipos que formaron parte del otro grupo en la ronda preliminar. Cada selección mantiene todos los puntos obtenidos en la primera fase, a excepción de aquellos obtenidos ante el equipo de su grupo que quedó eliminado. Los mejores cuatro equipos de este grupo avanzan a semifinales y se clasifican al Campeonato Mundial de Baloncesto de 2014. La selección de baloncesto de los Estados Unidos, la cual obtuvo la medalla olímpica en 2012, ya se encuentra clasificada para el Campeonato Mundial y, por ello, no participa de este torneo.

## Grupos
El sorteo de los grupos tuvo lugar el jueves 28 de febrero en el Teatro Catia de Caracas. Quedaron conformados de la siguiente manera:
| Grupo A     | Grupo B              |
| ----------- | -------------------- |
| Uruguay     | México               |
| Puerto Rico | República Dominicana |
| Canadá      | Venezuela            |
| Jamaica     | Paraguay             |
| Brasil      | Argentina            |

## Primera ronda
Todos los horarios corresponden a la hora legal de Venezuela (UTC-4:30).

### Grupo A
|   | Equipo      | Pts | PG | PP | PF  | PC  | Dif |
| - | ----------- | --- | -- | -- | --- | --- | --- |
| 1 | Puerto Rico | 8   | 4  | 0  | 336 | 283 | 53  |
| 2 | Canadá      | 7   | 3  | 1  | 336 | 276 | 60  |
| 3 | Uruguay     | 6   | 2  | 2  | 283 | 325 | −42 |
| 4 | Jamaica     | 5   | 1  | 3  | 290 | 317 | −27 |
| 5 | Brasil      | 4   | 0  | 4  | 276 | 320 | −44 |

#### Fecha 1
| 30 de agosto, 11:00                   | Jamaica                               | 64 - 85                               | Canadá                       |  |
| Reporte                               |                                       |                                       |                              |  |
| Parciales: 14-19, 11-23, 25-18, 14-25 | Parciales: 14-19, 11-23, 25-18, 14-25 | Parciales: 14-19, 11-23, 25-18, 14-25 | Poliedro de Caracas, Caracas |  |
| Uter 14                               | Pts                                   | 17 C. Joseph, Heslip                  | Poliedro de Caracas, Caracas |  |
| Jordan, Uter 8                        | Rebs                                  | 12 Thompson                           | Poliedro de Caracas, Caracas |  |
| Howell Ennis 5                        | Asists                                | 9 C. Joseph                           | Poliedro de Caracas, Caracas |  |

| 30 de agosto, 17:00                   | Puerto Rico                           | 72 - 65                               | Brasil                       |  |
| Reporte                               |                                       |                                       |                              |  |
| Parciales: 15-12, 16-17, 17-22, 24-14 | Parciales: 15-12, 16-17, 17-22, 24-14 | Parciales: 15-12, 16-17, 17-22, 24-14 | Poliedro de Caracas, Caracas |  |
| Balkman 24                            | Pts                                   | 16 Huertas                            | Poliedro de Caracas, Caracas |  |
| Holland 9                             | Rebs                                  | 9 Giovannoni                          | Poliedro de Caracas, Caracas |  |
| Barea 4                               | Asists                                | 5 Huertas                             | Poliedro de Caracas, Caracas |  |

#### Fecha 2
| 31 de agosto, 11:00                   | Uruguay                               | 68 - 66                               | Jamaica                      |  |
| Reporte                               |                                       |                                       |                              |  |
| Parciales: 17-17, 17-14, 14-19, 20-16 | Parciales: 17-17, 17-14, 14-19, 20-16 | Parciales: 17-17, 17-14, 14-19, 20-16 | Poliedro de Caracas, Caracas |  |
| Batista 22                            | Pts                                   | 19 Samuels                            | Poliedro de Caracas, Caracas |  |
| Batista 14                            | Rebs                                  | 8 Uter                                | Poliedro de Caracas, Caracas |  |
| García Morales 4                      | Asists                                | 4 Howell Ennis                        | Poliedro de Caracas, Caracas |  |

| 31 de agosto, 13:30                  | Canadá                               | 67 - 83                              | Puerto Rico                  |  |
| Reporte                              |                                      |                                      |                              |  |
| Parciales: 13-19, 24-21, 21-19, 9-24 | Parciales: 13-19, 24-21, 21-19, 9-24 | Parciales: 13-19, 24-21, 21-19, 9-24 | Poliedro de Caracas, Caracas |  |
| Nicholson 21                         | Pts                                  | 20 Arroyo                            | Poliedro de Caracas, Caracas |  |
| Thompson 9                           | Rebs                                 | 11 Balkman                           | Poliedro de Caracas, Caracas |  |
| C. Joseph 3                          | Asists                               | 4 Barea, Arroyo                      | Poliedro de Caracas, Caracas |  |

#### Fecha 3
| 1 de septiembre, 11:00                | Brasil                                | 62 - 91                               | Canadá                       |  |
| Reporte                               |                                       |                                       |                              |  |
| Parciales: 22-19, 12-25, 12-24, 16-23 | Parciales: 22-19, 12-25, 12-24, 16-23 | Parciales: 22-19, 12-25, 12-24, 16-23 | Poliedro de Caracas, Caracas |  |
| Giovannoni 11                         | Pts                                   | 28 C. Joseph                          | Poliedro de Caracas, Caracas |  |
| Giovannoni 8                          | Rebs                                  | 9 C. Joseph                           | Poliedro de Caracas, Caracas |  |
| Taylor, Huertas 3                     | Asists                                | 4 C. Joseph                           | Poliedro de Caracas, Caracas |  |

| 1 de septiembre, 19:30                | Puerto Rico                           | 93 - 69                               | Uruguay                      |  |
|                                       |                                       |                                       |                              |  |
| Parciales: 29-18, 23-14, 26-23, 15-14 | Parciales: 29-18, 23-14, 26-23, 15-14 | Parciales: 29-18, 23-14, 26-23, 15-14 | Poliedro de Caracas, Caracas |  |
| Arroyo, Galindo 19                    | Pts                                   | 17 García Morales                     | Poliedro de Caracas, Caracas |  |
| Balkman 8                             | Rebs                                  | 5 Taboada, Batista, Wachsmann         | Poliedro de Caracas, Caracas |  |
| Arroyo 8                              | Asists                                | 3 Fitipaldo, García Morales, Batista  | Poliedro de Caracas, Caracas |  |

#### Fecha 4
| 2 de septiembre, 13:30                | Jamaica                               | 82 - 88                               | Puerto Rico                  |  |
| Reporte                               |                                       |                                       |                              |  |
| Parciales: 13-25, 20-23, 29-15, 20-25 | Parciales: 13-25, 20-23, 29-15, 20-25 | Parciales: 13-25, 20-23, 29-15, 20-25 | Poliedro de Caracas, Caracas |  |
| Samuels 24                            | Pts                                   | 24 Barea                              | Poliedro de Caracas, Caracas |  |
| Jordan 9                              | Rebs                                  | 9 Balkman                             | Poliedro de Caracas, Caracas |  |
| A. Scott 7                            | Asists                                | 4 Arroyo                              | Poliedro de Caracas, Caracas |  |

| 2 de septiembre, 17:00                | Uruguay                               | 79 - 73                               | Brasil                       |  |
| Reporte                               |                                       |                                       |                              |  |
| Parciales: 17-15, 19-18, 20-17, 23-23 | Parciales: 17-15, 19-18, 20-17, 23-23 | Parciales: 17-15, 19-18, 20-17, 23-23 | Poliedro de Caracas, Caracas |  |
| Batista 22                            | Pts                                   | 20 Giovannoni                         | Poliedro de Caracas, Caracas |  |
| Batista 13                            | Rebs                                  | 9 Giovannoni                          | Poliedro de Caracas, Caracas |  |
| Fitipaldo 4                           | Asists                                | 5 Huertas                             | Poliedro de Caracas, Caracas |  |

#### Fecha 5
| 3 de septiembre, 19:30                | Brasil                                | 76 - 78                               | Jamaica                      |  |
| Reporte                               |                                       |                                       |                              |  |
| Parciales: 17-18, 19-21, 23-14, 17-25 | Parciales: 17-18, 19-21, 23-14, 17-25 | Parciales: 17-18, 19-21, 23-14, 17-25 | Poliedro de Caracas, Caracas |  |
| Benite, Torres 12                     | Pts                                   | 21 Samuels                            | Poliedro de Caracas, Caracas |  |
| Batista 10                            | Rebs                                  | 8 Samuels                             | Poliedro de Caracas, Caracas |  |
| Huertas 13                            | Asists                                | 2 D. Scott                            | Poliedro de Caracas, Caracas |  |

| 3 de septiembre, 22:00                | Canadá                                | 93 - 67                               | Uruguay                      |  |
| Reporte                               |                                       |                                       |                              |  |
| Parciales: 29-11, 22-14, 24-23, 18-19 | Parciales: 29-11, 22-14, 24-23, 18-19 | Parciales: 29-11, 22-14, 24-23, 18-19 | Poliedro de Caracas, Caracas |  |
| Nicholson 18                          | Pts                                   | 18 Fitipaldo                          | Poliedro de Caracas, Caracas |  |
| Thompson 7                            | Rebs                                  | 5 García Morales                      | Poliedro de Caracas, Caracas |  |
| C. Joseph 7                           | Asists                                | 5 Mazzarino                           | Poliedro de Caracas, Caracas |  |

### Grupo B
|   | Equipo               | Pts | PG | PP | PF  | PC  | Dif |
| - | -------------------- | --- | -- | -- | --- | --- | --- |
| 1 | Argentina            | 7   | 3  | 1  | 342 | 300 | 42  |
| 2 | México               | 7   | 3  | 1  | 315 | 280 | 35  |
| 3 | Venezuela            | 6   | 2  | 2  | 272 | 277 | −5  |
| 4 | República Dominicana | 6   | 2  | 2  | 300 | 281 | 19  |
| 5 | Paraguay             | 4   | 0  | 4  | 249 | 340 | −91 |

#### Fecha 1
| 30 de agosto, 13:30                   | Argentina                             | 95 - 60                               | Paraguay                     |  |
| Reporte                               |                                       |                                       |                              |  |
| Parciales: 30-15, 24-12, 19-21, 22-12 | Parciales: 30-15, 24-12, 19-21, 22-12 | Parciales: 30-15, 24-12, 19-21, 22-12 | Poliedro de Caracas, Caracas |  |
| Campazzo 13                           | Pts                                   | 23 Araujo                             | Poliedro de Caracas, Caracas |  |
| Delía, Mata 7                         | Rebs                                  | 7 Fabio                               | Poliedro de Caracas, Caracas |  |
| Fernández 5                           | Asists                                | 2 Araujo                              | Poliedro de Caracas, Caracas |  |

| 30 de agosto, 20:00                  | Venezuela                            | 56 - 65                              | México                       |  |
| Reporte                              |                                      |                                      |                              |  |
| Parciales: 7-16, 16-13, 16-16, 17-20 | Parciales: 7-16, 16-13, 16-16, 17-20 | Parciales: 7-16, 16-13, 16-16, 17-20 | Poliedro de Caracas, Caracas |  |
| Bethelmy 10                          | Pts                                  | 22 Ayón                              | Poliedro de Caracas, Caracas |  |
| Bethelmy 9                           | Rebs                                 | 18 Ayón                              | Poliedro de Caracas, Caracas |  |
| Guillén 3                            | Asists                               | 4 Ayón                               | Poliedro de Caracas, Caracas |  |

#### Fecha 2
| 31 de agosto, 17:00                   | República Dominicana                  | 91 - 72                               | Argentina                    |  |
| Reporte                               |                                       |                                       |                              |  |
| Parciales: 28-16, 13-23, 31-10, 19-23 | Parciales: 28-16, 13-23, 31-10, 19-23 | Parciales: 28-16, 13-23, 31-10, 19-23 | Poliedro de Caracas, Caracas |  |
| Feldeine 21                           | Pts                                   | 13 Scola, Laprovittola                | Poliedro de Caracas, Caracas |  |
| Martínez 14                           | Rebs                                  | 7 Scola                               | Poliedro de Caracas, Caracas |  |
| García, Feldeine, Martínez 3          | Asists                                | 5 Mata, Campazzo                      | Poliedro de Caracas, Caracas |  |

| 31 de agosto, 19:30                   | Paraguay                              | 70 - 75                               | Venezuela                    |  |
| Reporte                               |                                       |                                       |                              |  |
| Parciales: 17-16, 20-19, 17-21, 16-19 | Parciales: 17-16, 20-19, 17-21, 16-19 | Parciales: 17-16, 20-19, 17-21, 16-19 | Poliedro de Caracas, Caracas |  |
| Araujo 22                             | Pts                                   | 15 Sucre                              | Poliedro de Caracas, Caracas |  |
| Fabio 9                               | Rebs                                  | 9 Sucre                               | Poliedro de Caracas, Caracas |  |
| Vallejos, Peralta 2                   | Asists                                | 5 Smith                               | Poliedro de Caracas, Caracas |  |

#### Fecha 3
| 1 de septiembre, 13:30               | México                               | 87 - 65                              | Paraguay                     |  |
| Reporte                              |                                      |                                      |                              |  |
| Parciales: 29-9, 21-16, 21-14, 16-26 | Parciales: 29-9, 21-16, 21-14, 16-26 | Parciales: 29-9, 21-16, 21-14, 16-26 | Poliedro de Caracas, Caracas |  |
| Méndez 17                            | Pts                                  | 15 Sánchez                           | Poliedro de Caracas, Caracas |  |
| Mata 11                              | Rebs                                 | 9 Araujo                             | Poliedro de Caracas, Caracas |  |
| Meza 4                               | Asists                               | 2 Ljubetic, Fabio, Sánchez           | Poliedro de Caracas, Caracas |  |

| 1 de septiembre, 17:00                | Venezuela                             | 70 - 65                               | República Dominicana         |  |
| Reporte                               |                                       |                                       |                              |  |
| Parciales: 20-12, 18-16, 15-14, 17-23 | Parciales: 20-12, 18-16, 15-14, 17-23 | Parciales: 20-12, 18-16, 15-14, 17-23 | Poliedro de Caracas, Caracas |  |
| Smith 19                              | Pts                                   | 19 Feldeine                           | Poliedro de Caracas, Caracas |  |
| Smith 7                               | Rebs                                  | 12 Martínez                           | Poliedro de Caracas, Caracas |  |
| Smith 3                               | Asists                                | 2 Feldeine                            | Poliedro de Caracas, Caracas |  |

#### Fecha 4
| 2 de septiembre, 11:00                | República Dominicana                  | 61 - 85                               | México                       |  |
| Reporte                               |                                       |                                       |                              |  |
| Parciales: 20-29, 11-16, 17-15, 13-25 | Parciales: 20-29, 11-16, 17-15, 13-25 | Parciales: 20-29, 11-16, 17-15, 13-25 | Poliedro de Caracas, Caracas |  |
| Martínez 16                           | Pts                                   | 26 Méndez                             | Poliedro de Caracas, Caracas |  |
| Martínez 7                            | Rebs                                  | 11 Mata                               | Poliedro de Caracas, Caracas |  |
| Coronado 4                            | Asists                                | 5 Méndez                              | Poliedro de Caracas, Caracas |  |

| 2 de septiembre, 19:30                | Argentina                             | 77 - 71                               | Venezuela                    |  |
| Reporte                               |                                       |                                       |                              |  |
| Parciales: 22-21, 15-23, 14-16, 26-11 | Parciales: 22-21, 15-23, 14-16, 26-11 | Parciales: 22-21, 15-23, 14-16, 26-11 | Poliedro de Caracas, Caracas |  |
| Campazzo 18                           | Pts                                   | 14 Pérez                              | Poliedro de Caracas, Caracas |  |
| Scola 12                              | Rebs                                  | 13 Smith                              | Poliedro de Caracas, Caracas |  |
| Campazzo 7                            | Asists                                | 5 G. Vargas                           | Poliedro de Caracas, Caracas |  |

#### Fecha 5
| 3 de septiembre, 11:00              | Paraguay                            | 54 - 83                             | República Dominicana         |  |
| Reporte                             |                                     |                                     |                              |  |
| Parciales: 9-26, 15-27, 24-17, 6-13 | Parciales: 9-26, 15-27, 24-17, 6-13 | Parciales: 9-26, 15-27, 24-17, 6-13 | Poliedro de Caracas, Caracas |  |
| Araujo 26                           | Pts                                 | 16 Towns                            | Poliedro de Caracas, Caracas |  |
| Mellone 5                           | Rebs                                | 9 Santana                           | Poliedro de Caracas, Caracas |  |
| Sánchez, Fabio, Mellone 2           | Asists                              | 2 Sosa, Fortuna, García             | Poliedro de Caracas, Caracas |  |

| 3 de septiembre, 17:00                | México                                | 78 - 98                               | Argentina                    |  |
| Reporte                               |                                       |                                       |                              |  |
| Parciales: 26-26, 14-19, 19-26, 19-27 | Parciales: 26-26, 14-19, 19-26, 19-27 | Parciales: 26-26, 14-19, 19-26, 19-27 | Poliedro de Caracas, Caracas |  |
| Hernández 21                          | Pts                                   | 25 Scola                              | Poliedro de Caracas, Caracas |  |
| Ayón 10                               | Rebs                                  | 7 Gutiérrez                           | Poliedro de Caracas, Caracas |  |
| Gutiérrez, Ayón 3                     | Asists                                | 9 Campazzo                            | Poliedro de Caracas, Caracas |  |

## Segunda ronda
La segunda ronda se disputó del 5 al 8 de septiembre. En esta ronda se tomaron los resultados de la primera ronda, exceptuando los partidos contra ambos equipos eliminados, y los equipos se enfrentaron contra los otros cuatro del otro grupo. Los mejores cuatro equipos avanzaron a semifinales y clasificaron a la Copa Mundial de Baloncesto de 2014. Las semifinales se disputaron el 10 de septiembre y la final, el 11 de septiembre.
|   | Equipo               | Pts | PG | PP | PF  | PC  | Dif  |
| - | -------------------- | --- | -- | -- | --- | --- | ---- |
| 1 | México               | 12  | 5  | 2  | 548 | 525 | 23   |
| 2 | República Dominicana | 12  | 5  | 2  | 561 | 523 | 38   |
| 3 | Puerto Rico          | 12  | 5  | 2  | 587 | 548 | 39   |
| 4 | Argentina            | 11  | 4  | 3  | 564 | 545 | 19   |
| 5 | Venezuela            | 11  | 4  | 3  | 511 | 501 | 10   |
| 6 | Canadá               | 10  | 3  | 4  | 534 | 499 | 35   |
| 7 | Uruguay              | 8   | 1  | 6  | 482 | 584 | −102 |
| 8 | Jamaica              | 8   | 1  | 6  | 527 | 589 | −62  |

### Fecha 1
| 5 de septiembre, 11:00                | República Dominicana                  | 78 - 60                               | Jamaica                      |  |
| Reporte                               |                                       |                                       |                              |  |
| Parciales: 17-11, 25-18, 15-16, 21-15 | Parciales: 17-11, 25-18, 15-16, 21-15 | Parciales: 17-11, 25-18, 15-16, 21-15 | Poliedro de Caracas, Caracas |  |
| Feldeine 22                           | Pts                                   | 21 A. Scott                           | Poliedro de Caracas, Caracas |  |
| Báez 10                               | Rebs                                  | 8 A. Scott                            | Poliedro de Caracas, Caracas |  |
| Báez 4                                | Asists                                | 2 A. Scott, Ewing                     | Poliedro de Caracas, Caracas |  |

| 5 de septiembre, 13:30               | México                               | 67 - 89                              | Canadá                       |  |
| Reporte                              |                                      |                                      |                              |  |
| Parciales: 18-21, 13-19, 27-20, 9-29 | Parciales: 18-21, 13-19, 27-20, 9-29 | Parciales: 18-21, 13-19, 27-20, 9-29 | Poliedro de Caracas, Caracas |  |
| Méndez 23                            | Pts                                  | 21 Heslip                            | Poliedro de Caracas, Caracas |  |
| Ayón 11                              | Rebs                                 | 12 Thompson                          | Poliedro de Caracas, Caracas |  |
| Stoll 5                              | Asists                               | 6 C. Joseph                          | Poliedro de Caracas, Caracas |  |

| 5 de septiembre, 17:00                | Argentina                             | 80 - 94                               | Puerto Rico                  |  |
| Reporte                               |                                       |                                       |                              |  |
| Parciales: 23-14, 26-30, 13-26, 18-24 | Parciales: 23-14, 26-30, 13-26, 18-24 | Parciales: 23-14, 26-30, 13-26, 18-24 | Poliedro de Caracas, Caracas |  |
| Scola 23                              | Pts                                   | 23 Balkman                            | Poliedro de Caracas, Caracas |  |
| Scola, Mata 8                         | Rebs                                  | 6 Balkman                             | Poliedro de Caracas, Caracas |  |
| Campazzo 8                            | Asists                                | 5 Arroyo                              | Poliedro de Caracas, Caracas |  |

| 5 de septiembre, 19:30                | Venezuela                             | 70 - 64                               | Uruguay                      |  |
| Reporte                               |                                       |                                       |                              |  |
| Parciales: 18-13, 17-13, 21-21, 14-17 | Parciales: 18-13, 17-13, 21-21, 14-17 | Parciales: 18-13, 17-13, 21-21, 14-17 | Poliedro de Caracas, Caracas |  |
| Pérez 14                              | Pts                                   | 18 Mazzarino                          | Poliedro de Caracas, Caracas |  |
| Smith 8                               | Rebs                                  | 6 Calfani, Newsome                    | Poliedro de Caracas, Caracas |  |
| Smith, J. Vargas 5                    | Asists                                | 3 Bavosi                              | Poliedro de Caracas, Caracas |  |

### Fecha 2
| 6 de septiembre, 11:00                | Jamaica                               | 81 - 75                               | Argentina                    |  |
| Reporte                               |                                       |                                       |                              |  |
| Parciales: 17-16, 11-15, 21-24, 31-20 | Parciales: 17-16, 11-15, 21-24, 31-20 | Parciales: 17-16, 11-15, 21-24, 31-20 | Poliedro de Caracas, Caracas |  |
| Rose 24                               | Pts                                   | 22 Scola                              | Poliedro de Caracas, Caracas |  |
| Uter 11                               | Rebs                                  | 8 Scola                               | Poliedro de Caracas, Caracas |  |
| Howell Ennis 2                        | Asists                                | 4 Scola, Campazzo                     | Poliedro de Caracas, Caracas |  |

| 6 de septiembre, 13:30                | Uruguay                               | 73 - 87                               | México                       |  |
| Reporte                               |                                       |                                       |                              |  |
| Parciales: 11-18, 16-29, 20-22, 26-18 | Parciales: 11-18, 16-29, 20-22, 26-18 | Parciales: 11-18, 16-29, 20-22, 26-18 | Poliedro de Caracas, Caracas |  |
| Batista 25                            | Pts                                   | 17 Ayón                               | Poliedro de Caracas, Caracas |  |
| Batista 19                            | Rebs                                  | 10 Hernández, Mata                    | Poliedro de Caracas, Caracas |  |
| Fitipaldo 4                           | Asists                                | 6 Stoll                               | Poliedro de Caracas, Caracas |  |

| 6 de septiembre, 17:00                | Canadá                                | 59 - 64                               | Venezuela                    |  |
| Reporte                               |                                       |                                       |                              |  |
| Parciales: 14-16, 12-19, 14-14, 19-15 | Parciales: 14-16, 12-19, 14-14, 19-15 | Parciales: 14-16, 12-19, 14-14, 19-15 | Poliedro de Caracas, Caracas |  |
| C. Joseph 14                          | Pts                                   | 13 Colmenares                         | Poliedro de Caracas, Caracas |  |
| Thompson 20                           | Rebs                                  | 8 Smith                               | Poliedro de Caracas, Caracas |  |
| Doornekamp 3                          | Asists                                | 8 Smith                               | Poliedro de Caracas, Caracas |  |

| 6 de septiembre, 19:30                | Puerto Rico                           | 84 - 99                               | República Dominicana         |  |
| Reporte                               |                                       |                                       |                              |  |
| Parciales: 20-15, 20-21, 23-26, 21-37 | Parciales: 20-15, 20-21, 23-26, 21-37 | Parciales: 20-15, 20-21, 23-26, 21-37 | Poliedro de Caracas, Caracas |  |
| Arroyo 22                             | Pts                                   | 21 Martínez                           | Poliedro de Caracas, Caracas |  |
| Balkman 7                             | Rebs                                  | 11 Martínez                           | Poliedro de Caracas, Caracas |  |
| Arroyo 6                              | Asists                                | 6 Báez                                | Poliedro de Caracas, Caracas |  |

### Fecha 3
| 7 de septiembre, 11:00                | México                                | 100 - 89                              | Jamaica                      |  |
| Reporte                               |                                       |                                       |                              |  |
| Parciales: 19-20, 25-26, 25-22, 31-21 | Parciales: 19-20, 25-26, 25-22, 31-21 | Parciales: 19-20, 25-26, 25-22, 31-21 | Poliedro de Caracas, Caracas |  |
| Hernández 25                          | Pts                                   | 24 Jordan                             | Poliedro de Caracas, Caracas |  |
| Hernández 5                           | Rebs                                  | 6 Jordan                              | Poliedro de Caracas, Caracas |  |
| Méndez 7                              | Asists                                | 4 A. Scott                            | Poliedro de Caracas, Caracas |  |

| 7 de septiembre, 13:30                | Argentina                             | 89 - 63                               | Uruguay                      |  |
| Reporte                               |                                       |                                       |                              |  |
| Parciales: 24-24, 19-11, 20-12, 26-16 | Parciales: 24-24, 19-11, 20-12, 26-16 | Parciales: 24-24, 19-11, 20-12, 26-16 | Poliedro de Caracas, Caracas |  |
| Scola 17                              | Pts                                   | 14 Mazzarino                          | Poliedro de Caracas, Caracas |  |
| Mata 10                               | Rebs                                  | 11 Batista                            | Poliedro de Caracas, Caracas |  |
| Campazzo 7                            | Asists                                | 5 Fitipaldo                           | Poliedro de Caracas, Caracas |  |

| 7 de septiembre, 17:00                        | República Dominicana                          | 81 - 74                                       | Canadá                       |  |
| Reporte                                       |                                               |                                               |                              |  |
| Parciales: 18 - 28, 27 - 16, 14 - 13, 22 - 17 | Parciales: 18 - 28, 27 - 16, 14 - 13, 22 - 17 | Parciales: 18 - 28, 27 - 16, 14 - 13, 22 - 17 | Poliedro de Caracas, Caracas |  |
| Feldeine 20                                   | Pts                                           | 29 Nicholson                                  | Poliedro de Caracas, Caracas |  |
| Vargas 5                                      | Rebs                                          | 6 Doornekamp                                  | Poliedro de Caracas, Caracas |  |
| Sosa 2                                        | Asists                                        | 4 C. Joseph                                   | Poliedro de Caracas, Caracas |  |

| 7 de septiembre, 19:30                         | Venezuela                                      | 85 - 86                                        | Puerto Rico                  |  |
| Reporte                                        |                                                |                                                |                              |  |
| Parciales: 28-11, 15-15, 21-31, 15-22; TE: 6-7 | Parciales: 28-11, 15-15, 21-31, 15-22; TE: 6-7 | Parciales: 28-11, 15-15, 21-31, 15-22; TE: 6-7 | Poliedro de Caracas, Caracas |  |
| Smith 26                                       | Pts                                            | 30 Barea                                       | Poliedro de Caracas, Caracas |  |
| Smith 13                                       | Rebs                                           | 12 Balkman                                     | Poliedro de Caracas, Caracas |  |
| Smith 5                                        | Asists                                         | 6 Barea                                        | Poliedro de Caracas, Caracas |  |

### Fecha 4
| 8 de septiembre, 11:00                | Uruguay                               | 78 - 86                               | República Dominicana         |  |
| Reporte                               |                                       |                                       |                              |  |
| Parciales: 19-17, 21-22, 14-21, 24-26 | Parciales: 19-17, 21-22, 14-21, 24-26 | Parciales: 19-17, 21-22, 14-21, 24-26 | Poliedro de Caracas, Caracas |  |
| Batista 21                            | Pts                                   | 17 Martínez                           | Poliedro de Caracas, Caracas |  |
| Batista 13                            | Rebs                                  | 10 Martínez                           | Poliedro de Caracas, Caracas |  |
| García Morales 4                      | Asists                                | 4 Báez                                | Poliedro de Caracas, Caracas |  |

| 8 de septiembre, 13:30                | Canadá                                | 67 - 73                               | Argentina                    |  |
| Reporte                               |                                       |                                       |                              |  |
| Parciales: 18-13, 18-19, 20-29, 11-12 | Parciales: 18-13, 18-19, 20-29, 11-12 | Parciales: 18-13, 18-19, 20-29, 11-12 | Poliedro de Caracas, Caracas |  |
| C. Joseph 19                          | Pts                                   | 28 Scola                              | Poliedro de Caracas, Caracas |  |
| Thompson 10                           | Rebs                                  | 7 Scola                               | Poliedro de Caracas, Caracas |  |
| Doornekamp 3                          | Asists                                | 8 Campazzo                            | Poliedro de Caracas, Caracas |  |

| 8 de septiembre, 17:00               | Puerto Rico                          | 59 - 66                              | México                       |  |
| Reporte                              |                                      |                                      |                              |  |
| Parciales: 17-25, 18-12, 9-12, 15-17 | Parciales: 17-25, 18-12, 9-12, 15-17 | Parciales: 17-25, 18-12, 9-12, 15-17 | Poliedro de Caracas, Caracas |  |
| Ayuso 17                             | Pts                                  | 13 Alonzo                            | Poliedro de Caracas, Caracas |  |
| Clemente 9                           | Rebs                                 | 10 Mata                              | Poliedro de Caracas, Caracas |  |
| Rodríguez 7                          | Asists                               | 5 Meza                               | Poliedro de Caracas, Caracas |  |

| 8 de septiembre, 19:30                | Jamaica                               | 85 - 95                               | Venezuela                    |  |
| Reporte                               |                                       |                                       |                              |  |
| Parciales: 10-19, 29-21, 20-21, 26-34 | Parciales: 10-19, 29-21, 20-21, 26-34 | Parciales: 10-19, 29-21, 20-21, 26-34 | Poliedro de Caracas, Caracas |  |
| Ewing 16                              | Pts                                   | 23 Romero                             | Poliedro de Caracas, Caracas |  |
| Uter, Jordan 6                        | Rebs                                  | 8 J. Vargas                           | Poliedro de Caracas, Caracas |  |
| Rose, A. Scott 4                      | Asists                                | 4 G. Vargas, Romero                   | Poliedro de Caracas, Caracas |  |

## Ronda final
|  | Semifinales          | Semifinales      |    |                  | Final                | Final |  |
|  |                      |                  |    |                  |                      |       |  |
|  |                      |                  |    |                  |                      |       |  |
|  | 10 de septiembre     |                  |    |                  |                      |       |  |
|  | México               | 76               |    |                  |                      |       |  |
|  | Argentina            | 70               |    |                  |                      |       |  |
|  |                      |                  |    |                  |                      |       |  |
|  |                      |                  |    |                  | 11 de septiembre     |       |  |
|  |                      |                  |    |                  | México               | 91    |  |
|  |                      | Puerto Rico      | 89 |                  |                      |       |  |
|  |                      |                  |    |                  |                      |       |  |
|  |                      |                  |    |                  |                      |       |  |
|  |                      |                  |    |                  | Tercer lugar         |       |  |
|  | 10 de septiembre     | 10 de septiembre |    | 11 de septiembre | 11 de septiembre     |       |  |
|  | República Dominicana | 67               |    | Argentina        | 103                  |       |  |
|  | Puerto Rico          | 79               |    |                  | República Dominicana | 93    |  |

### Semifinales
| 10 de septiembre, 17:00               | México                                | 76 - 70                               | Argentina                    |  |
| Reporte                               |                                       |                                       |                              |  |
| Parciales: 20-14, 13-23, 20-21, 23-12 | Parciales: 20-14, 13-23, 20-21, 23-12 | Parciales: 20-14, 13-23, 20-21, 23-12 | Poliedro de Caracas, Caracas |  |
| Ayón 24                               | Pts                                   | 18 Scola                              | Poliedro de Caracas, Caracas |  |
| Ayón 12                               | Rebs                                  | 8 Scola                               | Poliedro de Caracas, Caracas |  |
| Stoll, Gutiérrez, Ayón 3              | Asists                                | 5 Scola                               | Poliedro de Caracas, Caracas |  |

| 10 de septiembre, 19:30               | República Dominicana                  | 67 - 79                               | Puerto Rico                  |  |
| Reporte                               |                                       |                                       |                              |  |
| Parciales: 15-21, 17-17, 17-25, 18-16 | Parciales: 15-21, 17-17, 17-25, 18-16 | Parciales: 15-21, 17-17, 17-25, 18-16 | Poliedro de Caracas, Caracas |  |
| Báez 12                               | Pts                                   | 20 Arroyo                             | Poliedro de Caracas, Caracas |  |
| Martínez 12                           | Rebs                                  | 14 Balkman                            | Poliedro de Caracas, Caracas |  |
| Sosa 4                                | Asists                                | 8 Barea                               | Poliedro de Caracas, Caracas |  |

### Partido por el tercer puesto
| 11 de septiembre, 17:00               | República Dominicana                  | 93 - 103                              | Argentina                    |  |
| Reporte                               |                                       |                                       |                              |  |
| Parciales: 20-26, 25-19, 23-24, 25-34 | Parciales: 20-26, 25-19, 23-24, 25-34 | Parciales: 20-26, 25-19, 23-24, 25-34 | Poliedro de Caracas, Caracas |  |
| Sosa 20                               | Pts                                   | 31 Campazzo                           | Poliedro de Caracas, Caracas |  |
| Martínez 18                           | Rebs                                  | 9 Scola                               | Poliedro de Caracas, Caracas |  |
| Sosa, Báez 3                          | Asists                                | 11 Campazzo                           | Poliedro de Caracas, Caracas |  |

### Final
| 11 de septiembre, 19:30               | Puerto Rico                           | 89 – 91                               | México                       |  |
| Reporte                               |                                       |                                       |                              |  |
| Parciales: 18–26, 27–22, 26–18, 18–25 | Parciales: 18–26, 27–22, 26–18, 18–25 | Parciales: 18–26, 27–22, 26–18, 18–25 | Poliedro de Caracas, Caracas |  |
| Arroyo 23                             | Pts                                   | 23 Harris                             | Poliedro de Caracas, Caracas |  |
| Barea, Balkman 5                      | Rebs                                  | 16 Ayón                               | Poliedro de Caracas, Caracas |  |
| Barea 4                               | Asists                                | 4 Gutiérrez                           | Poliedro de Caracas, Caracas |  |

México

Campeón

Primer título

## Clasificados al Mundial

### Mediante este torneo
| México Campeón del campeonato | Puerto Rico Subcampeón del campeonato | Argentina Tercero del campeonato | República Dominicana Cuarto del campeonato |

### Invitación
| Brasil Noveno del campeonato |

## Estadísticas

### Posiciones finales
| Pos.              | Equipo               | Récord |
| ----------------- | -------------------- | ------ |
| Medalla de oro    | México               | 8 - 2  |
| Medalla de plata  | Puerto Rico          | 7 - 3  |
| Medalla de bronce | Argentina            | 6 - 4  |
| 4                 | República Dominicana | 6 - 4  |
| 5                 | Venezuela            | 5 - 3  |
| 6                 | Canadá               | 4 - 4  |
| 7                 | Uruguay              | 2 - 6  |
| 8                 | Jamaica              | 2 - 6  |
| 9                 | Brasil               | 0 - 4  |
| 10                | Paraguay             | 0 - 4  |

### Líderes individuales

#### Puntos
| Pos. | Jugador          | Partidos | Puntos | Promedio |
| ---- | ---------------- | -------- | ------ | -------- |
| 1    | Guillermo Araujo | 4        | 85     | 21,3     |
| 2    | Luis Scola       | 10       | 188    | 18,8     |
| 3    | Renaldo Balkman  | 9        | 168    | 18,7     |
| 4    | Gustavo Ayón     | 10       | 175    | 17,5     |
| 5    | Esteban Batista  | 8        | 134    | 16,8     |

#### Rebotes
| Pos. | Jugador               | Partidos | D  | O  | Total | Promedio |
| ---- | --------------------- | -------- | -- | -- | ----- | -------- |
| 1    | Esteban Batista       | 8        | 54 | 29 | 83    | 10,4     |
| 2    | Tristan Thompson      | 8        | 49 | 31 | 80    | 10,0     |
| 3    | Jack Michael Martínez | 10       | 74 | 20 | 94    | 9,4      |
| 4    | Gustavo Ayón          | 10       | 61 | 31 | 92    | 9,2      |
| 5    | Renaldo Balkman       | 9        | 62 | 18 | 80    | 8,9      |

#### Asistencias
| Pos. | Jugador            | Partidos | Asistencias | Promedio |
| ---- | ------------------ | -------- | ----------- | -------- |
| 1    | Marcelinho Huertas | 4        | 26          | 6,5      |
| 2    | Facundo Campazzo   | 10       | 62          | 6,2      |
| 3    | Cory Joseph        | 8        | 35          | 4,4      |
| 4    | José Juan Barea    | 9        | 38          | 4,2      |
| 5    | Carlos Arroyo      | 9        | 37          | 4,1      |

## Quinteto ideal
| Posición  | Jugador            | País        | Altura        | Peso             |
| --------- | ------------------ | ----------- | ------------- | ---------------- |
| Base      | Facundo Campazzo   | Argentina   | 1,78 m (5-10) | 75 kg (165 lb)   |
| Base      | José Juan Barea    | Puerto Rico | 1,83 m (6-0)  | 79.4 kg (175 lb) |
| Ala-Pívot | Renaldo Balkman    | Puerto Rico | 2,03 m (6-8)  | 94 kg (207 lb)   |
| Ala-Pívot | Luis Scola         | Argentina   | 2,06 m (6-9)  | 111 kg (244 lb)  |
| Pívot     | Gustavo Ayón (MVP) | México      | 2,08 m (6-10) | 111 kg (244 lb)  |